# Список плауновидных растений, занесённых в Красную книгу России

Список плауновидных растений, занесённых в Красную книгу России, включает 3 вида из рода полушник (лат. Isoëtes) семейства полушниковые (лат. Isoetaceae). В Красную книгу СССР был включён полушник азиатский (Isoetes asiatica). Полушники относятся к растениям-индикаторам незагрязнённых водоёмов. Основными лимитирующими факторами являются узкая экологическая валентность и слабая способность противостоять конкуренции, загрязнение водоёмов и выпас скота.
| Название вида                         | Фото | Категория |
| ------------------------------------- | ---- | --------- |
| Полушник морской (Isoetes maritima)   |      | 2         |
| Полушник озёрный (Isoetes lacustris)  |      | 2         |
| Полушник щетинистый (Isoetes setacea) |      | 2         |